# Communauté de communes du Saint-Varentais
La communauté de communes du Saint-Varentais était une communauté de communes française, située dans le département des Deux-Sèvres et la région Poitou-Charentes.

## Historique
La communauté de communes du Saint-Varentais a été créée le 31 décembre 1996. À la suite du rattachement à la communauté de communes du Thouarsais des communes composant la structure et au transfert de son actif et de son passif, la communauté de communes du Saint-Varentais est dissoute  le 1er janvier 2014.

## Situation géographique
- Elle se situe au nord du département des Deux-Sèvres dans la région Poitou-Charentes. Elle fait partie du Pays Thouarsais, au cœur du triangle Poitiers - Niort - Cholet plus connu sous la dénomination « Futuroscope - Marais Poitevin - Puy du Fou ».
- Les deux axes routiers principaux sont : la Sévrienne (axe Saumur-Thouars-Parthenay-Niort) et la route départementale 938 (Thouars-Bressuire) qui positionne la communauté de communes à moins d'une heure de Saumur, Cholet, Angers, Poitiers et Niort.
- Le paysage varie d'est en ouest « entre plaine et bocage » plus précisément, entre la plaine de Thouars et le bocage bressuirais. Un seul cours d'eau important sur ce territoire : le Thouaret, qui est grossi par de nombreux ruisseaux.

## Composition
Elle est composée des neuf communes du canton de Saint-Varent :
- Coulonges-Thouarsais
- Geay
- Glénay
- La Chapelle-Gaudin
- Luché-Thouarsais
- Luzay
- Pierrefitte
- Sainte-Gemme
- Saint-Varent